# Bosnie-Herzégovine aux Jeux olympiques d'hiver de 1998
La Bosnie-Herzégovine participe pour la seconde fois aux Jeux olympiques d'hiver en tant que nation indépendante, après l'éclatement de la Yougoslavie. Sa délégation, formée de huit athlètes (sept hommes pour une femme) a concouru aux épreuves de ski alpin, de bobsleigh, et de luge. Le bilan, avec aucune médaille remportée, est le même qu'à Lillehammer, en 1994.

## Athlètes engagés

### Ski alpin

#### Hommes
Le seul représentant masculin du ski alpin bosnien s'aligne sur trois épreuves : la Descente, le Super G et le Slalom géant.
| Nom               | Épreuve                                  | Manche 1 | Manche 2 | Résultat                                    | Place     |
| ----------------- | ---------------------------------------- | -------- | -------- | ------------------------------------------- | --------- |
| Enis Bećirbegović | Descente (H) Super G (H) Salom géant (H) | ?        | ?        | 1 min 53 s 47 1 min 37 s 58 N'a pas terminé | 21e 22e - |

#### Femmes
Arijana Boras, âgée de seulement 21 ans, est la seule représentante féminine du ski alpin bosnien. Elle participe à deux disciplines : le Super G et le Slalom géant.
| Nom           | Épreuve                     | Manche 1          | Manche 2 | Résultat        | Place |
| ------------- | --------------------------- | ----------------- | -------- | --------------- | ----- |
| Arijana Boras | Super G (F) Salom géant (F) | N'a pas terminé ? | — ?      | — 1 min 24 s 48 | — 39e |

### Bobsleigh
| Bob   | Athlètes                         | Discipline  | Course 1    | Course 1 | Course 2    | Course 2 | Course 3    | Course 3 | Course 4    | Course 4 | Total         | Total |
| Bob   | Athlètes                         | Discipline  | Temps       | Rang     | Temps       | Rang     | Temps       | Rang     | Temps       | Rang     | Temps         | Rang  |
| ----- | -------------------------------- | ----------- | ----------- | -------- | ----------- | -------- | ----------- | -------- | ----------- | -------- | ------------- | ----- |
| BIH-1 | Zoran Sokolović Ognjen Sokolović | Bob à 2 (H) | 57 min 36 s | 38       | 56 min 62 s | 31       | 56 min 32 s | 29       | 56 min 31 s | 30       | 3 min 46 s 61 | 31    |

| Bob   | Athlètes                                                       | Discipline  | Course 1    | Course 1 | Course 2    | Course 2 | Course 3    | Course 3 | Total         | Total |
| Bob   | Athlètes                                                       | Discipline  | Temps       | Rang     | Temps       | Rang     | Temps       | Rang     | Temps         | Rang  |
| ----- | -------------------------------------------------------------- | ----------- | ----------- | -------- | ----------- | -------- | ----------- | -------- | ------------- | ----- |
| BIH-1 | Zoran Sokolović Nihad Mameledzija Edin Krupalija Mario Franjić | Bob à 4 (H) | 55 min 26 s | 26       | 55 min 11 s | 25       | 55 min 30 s | 25       | 2 min 45 s 67 | 25    |

### Luge
La Bosnie-Herzégovine n'aligne qu'un seul lugeur. 
| Nom              | Course 1     | Course 1 | Course 2     | Course 2 | Course 3     | Course 3 | Course 4     | Course 4 | Total          | Total |
| Nom              | Temps        | Rang     | Temps        | Rang     | Temps        | Rang     | Temps        | Rang     | Temps          | Rang  |
| ---------------- | ------------ | -------- | ------------ | -------- | ------------ | -------- | ------------ | -------- | -------------- | ----- |
| Ismar Biogradlić | 51 min 25 s2 | 25       | 51 min 17 s0 | 25       | 51 min 38 s4 | 24       | 51 min 36 s3 | 24       | 3 min 25 s 169 | 23    |